# Кізнер (селище)
Кізне́р (рос. Кизнер) — селище в Удмуртії, Росія, центр Кізнерського району.

## Населення
Населення становить 9536 осіб (2010, 9957 у 2002).

## Історія
1914 року почалось будівництво залізниці Казань-Єкатеринбург, що пройшла неподалік села Кізнер. 1915 року була збудована залізнична станція Кізнер, навколо якої і виросло селище. 2 жовтня 1942 року селище отримала статус селища міського типу, Кізнер стає центром Кізнерського району. Пізніше до селища було приєднане сусіднє село Ольховка, де знаходиться льонозавод. 29 травня 2007 року Кізнер втратив статус міського типу і став просто селищем.

## Господарство
Населення в основному зайняте лісовим та сільським господарством. Працюють льонозавод, ліспромгосп, хлібозавод, маслозавод, звірогосподарство з розведення норок, АТ «Карконд» (колишній крохмало-паточний завод). 2012 року збудовано завод з переробки хімічної зброї.

## Туризм
В селищі діє історико-краєзнавчий музей, пам'ятник червоноармійцям, які були розстріляні в роки Громадянської війни, пам'ятник загиблим в роки Другої світової війни, будинок, у якому 1942 року зупинявся маршал СРСР Клмент Ворошилов, пам'ятка природи «Бізек».

## Урбаноніми[3]
- вулиці — Азіна, Алейна, Берегова, Березова, Будівників, Василькова, Велика, Вільхова, Вокзальна, Ворошилова, Гагаріна, Гоголя, Горобинова, Дербушева, Джерельна, Дорожників, Дружби, Жовтнева, Заводська, Залізнична, Зелена, Інтернаціональна, Калініна, Карла Маркса, Кізнерська, Ключова, Колгоспна, Комсомольська, Кооперативна, Кривокоритова, Крилова, Кузнецова, Леніна, Лісова, Ліспромгоспівська, Лучна, Максима Горького, Мала, Миру, Нова, Перемоги, Першотравнева, Південна, Підлісна, Пісочна, Піонерська, Поштова, Праці, Прибережна, Привокзальна, Пролетарська, Радгоспна, Радянська, Ринкова, Робітнича, Ромашкова, Савіна, Садова, Санаторна, Свердлова, Свободи, Слов'янська, Сонячна, Соснова, Союзна, Спортивна, Станційна, Тижминська, Тополина, Травнева, Удмуртська, Чайковського, Чапаєва, Червона, Червоноармійська, Черемхова, Чкалова, Широка, Шкільна
- провулки — Березовий, Гоголя, Жовтневий, Садовий, Торф'яний, Широкий, Ягідка (просіка)